# Motorrad-Weltmeisterschaft 2020
Die Motorrad-WM-Saison 2020 war die 72. in der Geschichte der FIM-Motorrad-Straßenweltmeisterschaft.
Die Saison wurde vor allem durch die COVID-19-Pandemie sowie durch die verletzungsbedingte Abwesenheit Marc Márquez’ geprägt.

## Punkteverteilung
Weltmeister wird derjenige Fahrer beziehungsweise der Hersteller, der bis zum Saisonende die meisten Punkte in der Weltmeisterschaft angesammelt hat. Bei der Punkteverteilung werden die Platzierungen im Gesamtergebnis des jeweiligen Rennens berücksichtigt. Die fünfzehn erstplatzierten Fahrer jedes Rennens erhalten Punkte nach folgendem Schema:
| Punkteverteilung | Punkteverteilung | Punkteverteilung | Punkteverteilung | Punkteverteilung | Punkteverteilung | Punkteverteilung | Punkteverteilung | Punkteverteilung | Punkteverteilung | Punkteverteilung | Punkteverteilung | Punkteverteilung | Punkteverteilung | Punkteverteilung | Punkteverteilung |
| ---------------- | ---------------- | ---------------- | ---------------- | ---------------- | ---------------- | ---------------- | ---------------- | ---------------- | ---------------- | ---------------- | ---------------- | ---------------- | ---------------- | ---------------- | ---------------- |
| Platz            | 1                | 2                | 3                | 4                | 5                | 6                | 7                | 8                | 9                | 10               | 11               | 12               | 13               | 14               | 15               |
| Punkte           | 25               | 20               | 16               | 13               | 11               | 10               | 9                | 8                | 7                | 6                | 5                | 4                | 3                | 2                | 1                |

In die Wertung kommen alle erzielten Resultate.

## Rennkalender
Aufgrund der COVID-19-Pandemie fuhren beim ersten Rennen der Saison in Katar nur die Moto2- und die Moto3-Klasse. Die Veranstaltung der MotoGP-Klasse wurde abgesagt.
Am 11. Juni 2020 wurde ein überarbeiteter Rennkalender veröffentlicht. Dieser umfasste zunächst 13 Rennen auf dem europäischen Kontinent. Am 31. Juli gaben die Veranstalter bekannt, dass 2020 keine weiteren Rennen außerhalb Europas stattfinden. Damit wurde die Königsklasse erstmals seit 1986 ausschließlich in Europa ausgetragen. Am 10. August 2020 wurde das Saisonfinale in Portugal bestätigt. Die Motorrad-Weltmeisterschaft gastierte damit erstmals auf dem Autódromo Internacional do Algarve bei Portimão an der Algarve.
| Nr. | Datum         | Rennen                                       | Strecke                                                  | Streckenlayout |
| --- | ------------- | -------------------------------------------- | -------------------------------------------------------- | -------------- |
| 1   | 8. März       | Großer Preis von Katar (nur Moto2 und Moto3) | Losail International Circuit (Doha)                      |                |
| 2   | 19. Juli      | Großer Preis von Spanien                     | Circuito de Jerez (Jerez de la Frontera)                 |                |
| 3   | 26. Juli      | Großer Preis von Andalusien                  | Circuito de Jerez (Jerez de la Frontera)                 |                |
| 4   | 9. August     | Großer Preis von Tschechien                  | Automotodrom Brno (Brünn)                                |                |
| 5   | 16. August    | Großer Preis von Österreich                  | Red Bull Ring (Spielberg)                                |                |
| 6   | 23. August    | Großer Preis der Steiermark                  | Red Bull Ring (Spielberg)                                |                |
| 7   | 13. September | Großer Preis von San Marino                  | Misano World Circuit Marco Simoncelli (Misano Adriatico) |                |
| 8   | 20. September | Großer Preis der Emilia-Romagna              | Misano World Circuit Marco Simoncelli (Misano Adriatico) |                |
| 9   | 27. September | Großer Preis von Katalonien                  | Circuit de Barcelona-Catalunya (Montmeló)                |                |
| 10  | 11. Oktober   | Großer Preis von Frankreich                  | Circuit Bugatti (Le Mans)                                |                |
| 11  | 18. Oktober   | Großer Preis von Aragonien                   | Motorland Aragón (Alcañiz)                               |                |
| 12  | 25. Oktober   | Großer Preis von Teruel                      | Motorland Aragón (Alcañiz)                               |                |
| 13  | 8. November   | Großer Preis von Europa                      | Circuit Ricardo Tormo (Valencia)                         |                |
| 14  | 15. November  | Großer Preis von Valencia                    | Circuit Ricardo Tormo (Valencia)                         |                |
| 15  | 22. November  | Großer Preis von Portugal                    | Autódromo Internacional do Algarve (Portimão)            |                |

## MotoGP-Klasse

### Rennergebnisse
| Nr. | Datum  | Rennen                | Strecke   | Platz 1           | Platz 2           | Platz 3           | Pole-Position     | Schn. Rennrunde   | Gesamtführung    | Gesamtführung       | Gesamtführung |
| Nr. | Datum  | Rennen                | Strecke   | Platz 1           | Platz 2           | Platz 3           | Pole-Position     | Schn. Rennrunde   | Fahrer           | Team                | Konstrukteur  |
| --- | ------ | --------------------- | --------- | ----------------- | ----------------- | ----------------- | ----------------- | ----------------- | ---------------- | ------------------- | ------------- |
| 1   | 19.07. | GP von Spanien        | Jerez     | Fabio Quartararo  | Maverick Viñales  | Andrea Dovizioso  | Fabio Quartararo  | Marc Márquez      | Fabio Quartararo | Petronas Yamaha SRT | Yamaha        |
| 2   | 26.07. | GP von Andalusien     | Jerez     | Fabio Quartararo  | Maverick Viñales  | Valentino Rossi   | Fabio Quartararo  | Fabio Quartararo  | Fabio Quartararo | Petronas Yamaha SRT | Yamaha        |
| 3   | 09.08. | GP von Tschechien     | Brünn     | Brad Binder       | Franco Morbidelli | Johann Zarco      | Johann Zarco      | Brad Binder       | Fabio Quartararo | Petronas Yamaha SRT | Yamaha        |
| 4   | 16.08. | GP von Österreich     | Spielberg | Andrea Dovizioso  | Joan Mir          | Jack Miller       | Maverick Viñales  | Álex Rins         | Fabio Quartararo | Petronas Yamaha SRT | Yamaha        |
| 5   | 23.08. | GP der Steiermark     | Spielberg | Miguel Oliveira   | Jack Miller       | Pol Espargaró     | Pol Espargaró     | Pol Espargaró     | Fabio Quartararo | Petronas Yamaha SRT | Yamaha        |
| 6   | 13.09. | GP von San Marino     | Misano    | Franco Morbidelli | Francesco Bagnaia | Joan Mir          | Maverick Viñales  | Francesco Bagnaia | Andrea Dovizioso | Petronas Yamaha SRT | Yamaha        |
| 7   | 20.09. | GP der Emilia-Romagna | Misano    | Maverick Viñales  | Joan Mir          | Pol Espargaró     | Maverick Viñales  | Francesco Bagnaia | Andrea Dovizioso | Petronas Yamaha SRT | Yamaha        |
| 8   | 27.09. | GP von Katalonien     | Montmeló  | Fabio Quartararo  | Joan Mir          | Álex Rins         | Franco Morbidelli | Fabio Quartararo  | Fabio Quartararo | Petronas Yamaha SRT | Yamaha        |
| 9   | 11.10. | GP von Frankreich     | Le Mans   | Danilo Petrucci   | Álex Márquez      | Pol Espargaró     | Fabio Quartararo  | Johann Zarco      | Fabio Quartararo | Petronas Yamaha SRT | Yamaha        |
| 10  | 18.10. | GP von Aragonien      | Alcañiz   | Álex Rins         | Álex Márquez      | Joan Mir          | Fabio Quartararo  | Álex Rins         | Joan Mir         | Team Suzuki MotoGP  | Yamaha        |
| 11  | 25.10. | GP von Teruel         | Alcañiz   | Franco Morbidelli | Álex Rins         | Joan Mir          | Takaaki Nakagami  | Franco Morbidelli | Joan Mir         | Team Suzuki MotoGP  | Yamaha        |
| 12  | 08.11. | GP von Europa         | Valencia  | Joan Mir          | Álex Rins         | Pol Espargaró     | Pol Espargaró     | Brad Binder       | Joan Mir         | Team Suzuki MotoGP  | Suzuki        |
| 13  | 15.11. | GP von Valencia       | Valencia  | Franco Morbidelli | Jack Miller       | Pol Espargaró     | Franco Morbidelli | Jack Miller       | Joan Mir         | Team Suzuki MotoGP  | Suzuki        |
| 14  | 22.11. | GP von Portugal       | Portimão  | Miguel Oliveira   | Jack Miller       | Franco Morbidelli | Miguel Oliveira   | Miguel Oliveira   | Joan Mir         | Team Suzuki MotoGP  | Ducati        |

### Rennberichte

#### Großer Preis von Spanien
| Platz | Fahrer           | Team                         | Zeit      |
| ----- | ---------------- | ---------------------------- | --------- |
| 1     | Fabio Quartararo | Petronas Yamaha SRT          | 41:23,796 |
| 2     | Maverick Viñales | Monster Energy Yamaha MotoGP | + 4,603   |
| 3     | Andrea Dovizioso | Mission Winnow Ducati Team   | + 5,946   |
| PP    | Fabio Quartararo | Petronas Yamaha SRT          | 1:36,705  |
| SR    | Marc Márquez     | Repsol Honda Team            | 1:38,372  |

Der Große Preis von Spanien auf dem Circuito de Jerez fand am 23. Juli 2020 statt und ging über eine Distanz von 25 Runden à 4,423 km, was einer Gesamtdistanz von 110,575 km entspricht.
Fabio Quartararo gewann den Großen Preis von Spanien, was seinen ersten MotoGP-Sieg darstellt, vor Maverick Viñales und Andrea Dovizioso. Vierter wurde Jack Miller vor Franco Morbidelli und Pol Espargaró.
Titelverteidiger Marc Márquez, welcher die schnellste Rennrunde fuhr, kam in der vierten Runde durch einen Fehler weit von der Strecke ab, konnte jedoch einen Sturz vermeiden und kehrte als Letzter zurück. Über die nächsten 17 Runden sollte er sich bis auf den dritten Platz vorkämpfen können. In der 22. Runde allerdings stürzte er bedingt durch die Überforderung so schwer, dass er sich den Arm brach und den Rest der Saison auslassen musste.

### Fahrerwertung
| Pos. | Fahrer            | Maschine | ESP | AND | CZE | AUT | STE | SMR | ROM | CAT | FRA | ARA | TER | EUR | VAL | POR | Gesamt- punkte |
| ---- | ----------------- | -------- | --- | --- | --- | --- | --- | --- | --- | --- | --- | --- | --- | --- | --- | --- | -------------- |
| 1    | Joan Mir          | Suzuki   | DNF | 5   | DNF | 2   | 4   | 3   | 2   | 2   | 11  | 3   | 3   | 1   | 7   | DNF | 171            |
| 2    | Franco Morbidelli | Yamaha   | 5   | DNF | 2   | DNF | 15  | 1   | 9   | 4   | DNF | 6   | 1   | 11  | 1   | 3   | 158            |
| 3    | Álex Rins         | Suzuki   | DNS | 10  | 4   | DNF | 6   | 5   | 12  | 3   | NC  | 1   | 2   | 2   | 4   | 15  | 139            |
| 4    | Andrea Dovizioso  | Ducati   | 3   | 6   | 11  | 1   | 5   | 7   | 8   | DNF | 4   | 7   | 13  | 8   | 8   | 6   | 135            |
| 5    | Pol Espargaró     | KTM      | 6   | 7   | DNF | DNF | 3   | 10  | 3   | DNF | 3   | 12  | 4   | 3   | 3   | 4   | 135            |
| 6    | Maverick Viñales  | Yamaha   | 2   | 2   | 14  | 10  | DNF | 6   | 1   | 9   | 10  | 4   | 7   | 13  | 10  | 11  | 132            |
| 7    | Jack Miller       | Ducati   | 4   | DNF | 9   | 3   | 2   | 8   | DNF | 5   | DNF | 9   | DNF | 6   | 2   | 2   | 132            |
| 8    | Fabio Quartararo  | Yamaha   | 1   | 1   | 7   | 8   | 13  | DNF | 4   | 1   | 9   | 18  | 8   | 14  | DNF | 14  | 127            |
| 9    | Miguel Oliveira   | KTM      | 8   | DNF | 6   | DNF | 1   | 11  | 5   | DNF | 6   | 16  | 6   | 5   | 6   | 1   | 125            |
| 10   | Takaaki Nakagami  | Honda    | 10  | 4   | 8   | 6   | 7   | 9   | 6   | 7   | 7   | 5   | DNF | 4   | DNF | 5   | 116            |
| 11   | Brad Binder       | KTM      | 13  | DNF | 1   | 4   | 8   | 12  | DNF | 11  | 12  | 11  | DNF | 7   | 5   | DNF | 87             |
| 12   | Danilo Petrucci   | Ducati   | 9   | DNF | 12  | 7   | 11  | 16  | 10  | 8   | 1   | 15  | 10  | 10  | 15  | 16  | 78             |
| 13   | Johann Zarco      | Ducati   | 11  | 9   | 3   | DNF | 14  | 15  | 11  | DNF | 5   | 10  | 5   | 9   | DNF | 10  | 77             |
| 14   | Álex Márquez      | Honda    | 12  | 8   | 15  | 14  | 16  | 17  | 7   | 13  | 2   | 2   | DNF | DNF | 16  | 9   | 74             |
| 15   | Valentino Rossi   | Yamaha   | DNF | 3   | 5   | 5   | 9   | 4   | DNF | DNF | DNF | INJ | INJ | DNF | 12  | 12  | 66             |
| 16   | Francesco Bagnaia | Ducati   | 7   | DNF | DNS | INJ | INJ | 2   | DNF | 6   | 13  | DNF | DNF | DNF | 11  | DNF | 47             |
| 17   | Aleix Espargaró   | Aprilia  | DNF | DNF | 10  | 11  | 12  | 13  | DNF | 12  | 14  | 13  | DNF | DNF | 9   | 8   | 42             |
| 18   | Cal Crutchlow     | Honda    | DNS | 13  | 13  | 15  | 17  | DNS | INJ | 10  | DNF | 8   | 11  | DNF | 13  | 13  | 32             |
| 19   | Stefan Bradl      | Honda    |     |     | 18  | 17  | 18  | 18  | DNS | 17  | 8   | 17  | 12  | 12  | 14  | 7   | 27             |
| 20   | Iker Lecuona      | KTM      | DNF | DNF | DNF | 9   | 10  | 14  | DNF | 14  | 15  | 14  | 9   | INJ | DNS | INJ | 27             |
| 21   | Bradley Smith     | Aprilia  | 15  | 12  | 17  | 13  | 19  | 19  | 13  | 16  | DNF | 19  | 15  |     |     |     | 12             |
| 22   | Esteve Rabat      | Ducati   | 14  | 11  | 16  | 16  | 21  | DNF | DNF | 15  | DNF | 20  | 14  | DNF | 17  | 18  | 10             |
| 23   | Michele Pirro     | Ducati   |     |     |     | 12  | 20  |     |     |     |     |     |     |     |     |     | 4              |
| 24   | Mika Kallio       | KTM      |     |     |     |     |     |     |     |     |     |     |     |     |     | 17  | 0              |
| 25   | Lorenzo Savadori  | Aprilia  |     |     |     |     |     |     |     |     |     |     |     | DNF | 18  | DNF | 0              |
|      | Marc Márquez      | Honda    | DNF | DNS | INJ | INJ | INJ | INJ | INJ | INJ | INJ | INJ | INJ | INJ | INJ | INJ | 0              |
|      | Garrett Gerloff   | Yamaha   |     |     |     |     |     |     |     |     |     |     |     | WD  |     |     | 0              |
| Pos. | Fahrer            | Maschine | ESP | AND | CZE | AUT | STE | SMR | ROM | CAT | FRA | ARA | TER | EUR | VAL | POR | Gesamt- punkte |

| Farbe         | Bedeutung                               |
| ------------- | --------------------------------------- |
| Gold          | Sieger                                  |
| Silber        | 2. Platz                                |
| Bronze        | 3. Platz                                |
| Grün          | Platzierung in den Punkten              |
| Blau          | Klassifiziert außerhalb der Punkteränge |
| Violett       | Rennen nicht beendet (DNF)              |
| Violett       | nicht klassifiziert (NC)                |
| Rot           | nicht qualifiziert (DNQ)                |
| Schwarz       | disqualifiziert (DSQ)                   |
| Weiß          | nicht am Start (DNS)                    |
| Weiß          | zurückgezogen (WD)                      |
| Weiß          | Rennen abgesagt (C)                     |
| ohne Farbe    | nicht am Training teilgenommen (DNP)    |
| ohne Farbe    | verletzt oder krank (INJ)               |
| ohne Farbe    | ausgeschlossen (EX)                     |
| ohne Farbe    | nicht erschienen (DNA)                  |
| fett          | Pole-Position                           |
| kursiv        | Schnellste Rennrunde                    |
| unterstrichen | WM-Führung                              |
| hochgestellt  | Platzierung im Sprintrennen             |

### Konstrukteurswertung
| Pos. | Konstrukteur | ESP | AND | CZE | AUT | STE | SMR | ROM | CAT | FRA | ARA | TER | EUR | VAL | POR | Gesamt- punkte |
| ---- | ------------ | --- | --- | --- | --- | --- | --- | --- | --- | --- | --- | --- | --- | --- | --- | -------------- |
| 1    | Ducati       | 3   | 6   | 3   | 1   | 2   | 2   | 8   | 5   | 1   | 7   | 5   | 6   | 2   | 2   | 221            |
| 2    | Yamaha       | 1   | 1   | 2   | 5   | 9   | 1   | 1   | 1   | 9   | 4   | 1   | 11  | 1   | 3   | 204            |
| 3    | Suzuki       | DNF | 5   | 4   | 2   | 4   | 3   | 2   | 2   | 11  | 1   | 2   | 1   | 4   | 15  | 202            |
| 4    | KTM          | 6   | 7   | 1   | 4   | 1   | 10  | 3   | 11  | 3   | 11  | 4   | 3   | 3   | 1   | 200            |
| 5    | Honda        | 10  | 4   | 8   | 6   | 7   | 9   | 6   | 7   | 2   | 2   | 11  | 4   | 13  | 5   | 144            |
| 6    | Aprilia      | 15  | 12  | 10  | 10  | 12  | 13  | 13  | 12  | 14  | 13  | 15  | DNF | 9   | 8   | 51             |

### Teamwertung
| Pos. | Team                         | ESP | AND | CZE | AUT | STE | SMR | ROM | CAT | FRA | ARA | TER | EUR | VAL | POR | Gesamt- punkte |
| ---- | ---------------------------- | --- | --- | --- | --- | --- | --- | --- | --- | --- | --- | --- | --- | --- | --- | -------------- |
| 1    | Team Suzuki MotoGP           | 0   | 17  | 13  | 20  | 23  | 27  | 24  | 36  | 5   | 41  | 36  | 45  | 22  | 1   | 310            |
| 2    | Petronas Yamaha SRT          | 0 1 | 25  | 29  | 8   | 4   | 25  | 20  | 38  | 7   | 10  | 33  | 7   | 25  | 18  | 248            |
| 3    | Red Bull KTM Factory Racing  | 13  | 9   | 25  | 13  | 24  | 10  | 16  | 5   | 20  | 9   | 13  | 25  | 27  | 13  | 222            |
| 4    | Mission Winnow Ducati Team   | 23  | 10  | 9   | 34  | 16  | 9   | 14  | 8   | 38  | 10  | 9   | 14  | 9   | 10  | 213            |
| 5    | Pramac Racing                | 22  | 0   | 7   | 20  | 20  | 28  | 0   | 21  | 3   | 7   | 0   | 10  | 25  | 20  | 183            |
| 6    | Monster Energy Yamaha MotoGP | 0 1 | 36  | 13  | 17  | 7   | 23  | 25  | 7   | 6   | 13  | 9   | 13  | 10  | 9   | 178            |
| 7    | Red Bull KTM Tech 3          | 8   | 0   | 10  | 7   | 31  | 7   | 11  | 2   | 11  | 2   | 17  | 11  | 10  | 25  | 152            |
| 8    | LCR Honda                    | 6   | 16  | 11  | 11  | 9   | 9   | 10  | 15  | 9   | 19  | 5   | 13  | 3   | 14  | 148            |
| 9    | Repsol Honda Team            | 4   | 8   | 1   | 2   | 0   | 0   | 9   | 3   | 28  | 20  | 4   | 4   | 2   | 16  | 101            |
| 10   | Esponsorama Racing           | 7   | 12  | 16  | 0   | 2   | 1   | 5   | 1   | 11  | 6   | 13  | 7   | 0   | 6   | 87             |
| 11   | Aprilia Racing Team Gresini  | 1   | 4   | 6   | 8   | 4   | 3   | 3   | 4   | 2   | 3   | 1   | 0   | 7   | 8   | 36             |

## Moto2-Klasse

### Rennergebnisse
| #  | Datum  | Rennen                | Strecke   | Platz 1           | Platz 2               | Platz 3               | Pole-Position   | Schn. Rennrunde   | Gesamtführung     | Gesamtführung        | Gesamtführung |
| #  | Datum  | Rennen                | Strecke   | Platz 1           | Platz 2               | Platz 3               | Pole-Position   | Schn. Rennrunde   | Fahrer            | Team                 | Konstrukteur  |
| -- | ------ | --------------------- | --------- | ----------------- | --------------------- | --------------------- | --------------- | ----------------- | ----------------- | -------------------- | ------------- |
| 1  | 08.03. | GP von Katar          | Losail    | Tetsuta Nagashima | Lorenzo Baldassarri   | Enea Bastianini       | Joe Roberts     | Tetsuta Nagashima | Tetsuta Nagashima | Red Bull KTM Ajo     | Kalex         |
| 2  | 19.07. | GP von Spanien        | Jerez     | Luca Marini       | Tetsuta Nagashima     | Jorge Martín          | Jorge Martín    | Tetsuta Nagashima | Tetsuta Nagashima | Red Bull KTM Ajo     | Kalex         |
| 3  | 26.07. | GP von Andalusien     | Jerez     | Enea Bastianini   | Luca Marini           | Marco Bezzecchi       | Marco Bezzecchi | Enea Bastianini   | Tetsuta Nagashima | Red Bull KTM Ajo     | Kalex         |
| 4  | 09.08. | GP von Tschechien     | Brünn     | Enea Bastianini   | Sam Lowes             | Joe Roberts           | Joe Roberts     | Enea Bastianini   | Enea Bastianini   | Red Bull KTM Ajo     | Kalex         |
| 5  | 16.08. | GP von Österreich     | Spielberg | Jorge Martín      | Luca Marini           | Marcel Schrötter      | Remy Gardner    | Jorge Martín      | Luca Marini       | Sky Racing Team VR46 | Kalex         |
| 6  | 23.08. | GP der Steiermark     | Spielberg | Marco Bezzecchi   | Jorge Martín          | Remy Gardner          | Arón Canet      | Marco Bezzecchi   | Luca Marini       | Sky Racing Team VR46 | Kalex         |
| 7  | 13.09. | GP von San Marino     | Misano    | Luca Marini       | Marco Bezzecchi       | Enea Bastianini       | Sam Lowes 2     | Luca Marini       | Luca Marini       | Sky Racing Team VR46 | Kalex         |
| 8  | 20.09. | GP der Emilia-Romagna | Misano    | Enea Bastianini   | Marco Bezzecchi       | Sam Lowes             | Luca Marini     | Sam Lowes         | Luca Marini       | Sky Racing Team VR46 | Kalex         |
| 9  | 27.09. | GP von Katalonien     | Montmeló  | Luca Marini       | Sam Lowes             | Fabio Di Giannantonio | Luca Marini     | Sam Lowes         | Luca Marini       | Sky Racing Team VR46 | Kalex         |
| 10 | 11.10. | GP von Frankreich     | Le Mans   | Sam Lowes         | Remy Gardner          | Marco Bezzecchi       | Joe Roberts     | Augusto Fernández | Luca Marini       | Sky Racing Team VR46 | Kalex         |
| 11 | 18.10. | GP von Aragonien      | Alcañiz   | Sam Lowes         | Enea Bastianini       | Jorge Martín          | Sam Lowes       | Jorge Martín      | Enea Bastianini   | Sky Racing Team VR46 | Kalex         |
| 12 | 25.10. | GP von Teruel         | Alcañiz   | Sam Lowes         | Fabio Di Giannantonio | Enea Bastianini       | Sam Lowes       | Sam Lowes         | Sam Lowes         | Sky Racing Team VR46 | Kalex         |
| 13 | 08.11. | GP von Europa         | Valencia  | Marco Bezzecchi   | Jorge Martín          | Remy Gardner          | Xavi Vierge     | Héctor Garzó      | Enea Bastianini   | Sky Racing Team VR46 | Kalex         |
| 14 | 15.11. | GP von Valencia       | Valencia  | Jorge Martín      | Héctor Garzó          | Marco Bezzecchi       | Stefano Manzi   | Héctor Garzó      | Enea Bastianini   | Sky Racing Team VR46 | Kalex         |
| 15 | 22.11. | GP von Portugal       | Portimão  | Remy Gardner      | Luca Marini           | Sam Lowes             | Remy Gardner    | Remy Gardner      | Enea Bastianini   | Sky Racing Team VR46 | Kalex         |

| 2 Lowes wurde wegen einer Strafe im vorherigen Rennen in die Boxengasse strafversetzt, jedoch wird seine Bestzeit im Qualifying als Pole-Position gewertet. Von der Pole-Position sollte dann Remy Gardner ins Rennen gehen, nach einem Sturz im Warm-up jedoch konnte er nicht am Rennen teilnehmen, womit Luca Marini von dieser Position aus ins Rennen ging. |

### Fahrerwertung
| Pos. | Fahrer                  | Maschine  | QAT | ESP | AND | CZE | AUT | STE | SMR | ROM | CAT | FRA | ARA | TER | EUR | VAL | POR | Gesamt- punkte |
| ---- | ----------------------- | --------- | --- | --- | --- | --- | --- | --- | --- | --- | --- | --- | --- | --- | --- | --- | --- | -------------- |
| 1    | Enea Bastianini         | Kalex     | 3   | 9   | 1   | 1   | DNF | 10  | 3   | 1   | 6   | 11  | 2   | 3   | 4   | 6   | 5   | 205            |
| 2    | Luca Marini             | Kalex     | DNF | 1   | 2   | 4   | 2   | 7   | 1   | 4   | 1   | 17  | DNF | 11  | 6   | 5   | 2   | 196            |
| 3    | Sam Lowes               | Kalex     | DNS | 4   | 4   | 2   | 4   | DSQ | 8   | 3   | 2   | 1   | 1   | 1   | DNF | 14  | 3   | 196            |
| 4    | Marco Bezzecchi         | Kalex     | 12  | DNF | 3   | 6   | 6   | 1   | 2   | 2   | 7   | 3   | DNF | DNF | 1   | 3   | 4   | 184            |
| 5    | Jorge Martín            | Kalex     | 20  | 3   | 6   | 8   | 1   | 2   | INJ | INJ | DNF | DNF | 3   | 6   | 2   | 1   | 6   | 160            |
| 6    | Remy Gardner            | Kalex     | 5   | 7   | 14  | 13  | DNF | 3   | DNS | INJ | 16  | 2   | 5   | 4   | 3   | 7   | 1   | 135            |
| 7    | Joe Roberts             | Kalex     | 4   | 17  | 17  | 3   | 10  | 12  | 10  | DNF | 5   | 6   | 8   | 10  | DNF | 11  | 7   | 94             |
| 8    | Tetsuta Nagashima       | Kalex     | 1   | 2   | 11  | 11  | DNF | 4   | DNF | 23  | 12  | 21  | 9   | 14  | 12  | 12  | 14  | 91             |
| 9    | Marcel Schrötter        | Kalex     | 7   | DNF | 10  | 15  | 3   | 11  | DNF | 5   | 10  | 10  | 15  | 20  | 13  | 4   | 12  | 81             |
| 10   | Xavi Vierge             | Kalex     | 9   | 10  | 8   | 12  | 5   | 6   | 4   | DNF | DNF | DNF | 16  | 12  | 9   | 13  | 10  | 79             |
| 11   | Thomas Lüthi            | Kalex     | 10  | DNF | 7   | 17  | 7   | 5   | 6   | 9   | 11  | 5   | 12  | DNF | 19  | 16  | 16  | 72             |
| 12   | Lorenzo Baldassarri     | Kalex     | 2   | 8   | DNF | 22  | 11  | 15  | 11  | 25  | DNF | 8   | 20  | DNF | 5   | 10  | 9   | 71             |
| 13   | Augusto Fernández       | Kalex     | DNF | 13  | 13  | 5   | 8   | DNF | 5   | 18  | DNF | 4   | 11  | 8   | DNS | 15  | 8   | 71             |
| 14   | Arón Canet              | Speed Up  | 8   | 5   | 5   | 10  | 9   | DNF | 9   | 13  | 8   | DNS | INJ | INJ | 11  | DNF | 15  | 67             |
| 15   | Fabio Di Giannantonio   | Speed Up  | 13  | DNF | 18  | 16  | 21  | 18  | 7   | 8   | 3   | 7   | DNF | 2   | DNF | DNF | DNF | 65             |
| 16   | Héctor Garzó            | Kalex     | 17  | 12  | DNF | DNF | 15  | 9   | DNF | 10  | 13  | 12  | 7   | DNF | 7   | 2   | DNF | 63             |
| 17   | Jorge Navarro           | Speed Up  | 6   | DNF | DNF | 7   | DNF | DNF | DNF | 7   | 4   | DNF | 27  | 5   | 10  | DNF | DNF | 58             |
| 18   | Jake Dixon              | Kalex     | 14  | 18  | DNF | DNF | 14  | 8   | 16  | 6   | DNF | DNF | 4   | 7   | DNS | INJ | INJ | 44             |
| 19   | Marcos Ramírez          | Kalex     | DNF | 23  | 15  | 19  | 18  | 16  | 12  | 17  | 9   | 13  | 6   | 9   | 16  | DNF | 11  | 37             |
| 20   | Nicolò Bulega           | Kalex     | 18  | 14  | 12  | 14  | 16  | 13  | 15  | 11  | DNF | DNF | 18  | 17  | 8   | 9   | DNF | 32             |
| 21   | Hafizh Syahrin          | Speed Up  | 19  | 6   | DNF | 9   | DNF | INJ | DNF | 19  | 18  | 15  | 19  | 13  | DNF | 19  | 21  | 21             |
| 22   | Stefano Manzi           | MV Agusta | 15  | 11  | 9   | DNF | 17  | 14  | 17  | 15  | DNF | 14  | 14  | DNF | DNF | DNF | 19  | 21             |
| 25   | Bo Bendsneyder          | NTS       | 11  | DNF | 19  | 18  | 22  | 24  | 19  | 22  | 17  | 20  | 21  | 16  | 14  | 8   | 13  | 18             |
| 24   | Simone Corsi            | MV Agusta | 21  | 15  | DNF | DNS | 20  | 20  | 14  | 12  | 15  | 16  | 10  | 15  | DNF | 17  | DNF | 15             |
| 25   | Somkiat Chantra         | Kalex     | 25  | DNF | DNF | 23  | 13  | DNF | 18  | 21  | DNF | 9   | 23  | 19  | DNF | 18  | 18  | 10             |
| 26   | Edgar Pons              | Kalex     | 16  | 16  | 16  | 20  | DNF | 19  | DNF | 20  | 14  | 19  | 13  | DNF | 17  | DNF | DNF | 5              |
| 27   | Lorenzo Dalla Porta     | Kalex     | 24  | 19  | DNF | 24  | 19  | 17  | 13  | 14  | DNF | 18  | 17  | 18  | 20  | DNF | 17  | 5              |
| 28   | Dominique Aegerter      | NTS       |     |     |     | 21  | 12  | DNF |     |     |     |     |     |     |     |     | 20  | 4              |
| 29   | Mattia Pasini           | Kalex     |     |     |     |     |     |     |     | 16  |     |     |     |     |     |     |     | 0              |
| 30   | Andi Farid Izdihar      | Kalex     | 22  | 20  | 20  | 25  | DNF | 23  | DNF | 24  | 19  | DNF | 22  | 21  | 18  | DNF | DNF | 0              |
| 31   | Kasma Daniel Kasmayudin | Kalex     | DNF | 22  | DNF | DNF | 23  | 21  | 20  | DNF | 20  | DSQ | 25  | DNF | 18  | DNF | DNF | 0              |
| 32   | Piotr Biesiekirski      | NTS       |     |     |     |     |     |     |     | DNF | 21  | 22  | 26  | 23  | 22  | 21  |     | 0              |
| 33   | Jesko Raffin            | NTS       | 23  | 21  | DNS | INJ | INJ | INJ | DNF | INJ | INJ | INJ | INJ | INJ | INJ | INJ | INJ | 0              |
| 34   | Xavier Cardelús García  | Kalex     |     |     |     |     |     |     |     |     |     |     | 24  | 22  |     |     |     | 0              |
| 35   | Alejandro Medina        | Speed Up  |     |     |     |     |     | 22  |     |     |     |     |     |     |     |     |     | 0              |
| Pos. | Fahrer                  | Maschine  | QAT | ESP | AND | CZE | AUT | STE | SMR | ROM | CAT | FRA | ARA | TER | EUR | VAL | POR | Gesamt- punkte |

| Farbe         | Bedeutung                               |
| ------------- | --------------------------------------- |
| Gold          | Sieger                                  |
| Silber        | 2. Platz                                |
| Bronze        | 3. Platz                                |
| Grün          | Platzierung in den Punkten              |
| Blau          | Klassifiziert außerhalb der Punkteränge |
| Violett       | Rennen nicht beendet (DNF)              |
| Violett       | nicht klassifiziert (NC)                |
| Rot           | nicht qualifiziert (DNQ)                |
| Schwarz       | disqualifiziert (DSQ)                   |
| Weiß          | nicht am Start (DNS)                    |
| Weiß          | zurückgezogen (WD)                      |
| Weiß          | Rennen abgesagt (C)                     |
| ohne Farbe    | nicht am Training teilgenommen (DNP)    |
| ohne Farbe    | verletzt oder krank (INJ)               |
| ohne Farbe    | ausgeschlossen (EX)                     |
| ohne Farbe    | nicht erschienen (DNA)                  |
| fett          | Pole-Position                           |
| kursiv        | Schnellste Rennrunde                    |
| unterstrichen | WM-Führung                              |
| hochgestellt  | Platzierung im Sprintrennen             |

### Konstrukteurswertung
| Pos. | Konstrukteur | QAT | ESP | AND | CZE | AUT | STE | SMR | ROM | CAT | FRA | ARA | TER | EUR | VAL | POR | Gesamt- punkte |
| ---- | ------------ | --- | --- | --- | --- | --- | --- | --- | --- | --- | --- | --- | --- | --- | --- | --- | -------------- |
| 1    | Kalex        | 1   | 1   | 1   | 1   | 1   | 1   | 1   | 1   | 1   | 1   | 1   | 1   | 1   | 1   | 1   | 375            |
| 2    | Speed Up     | 6   | 5   | 5   | 7   | 9   | 18  | 7   | 7   | 3   | 7   | 19  | 2   | 10  | 19  | 15  | 118            |
| 3    | MV Agusta    | 15  | 11  | 9   | DNF | 17  | 14  | 14  | 12  | 15  | 14  | 10  | 15  | 15  | 17  | 19  | 32             |
| 4    | NTS          | 11  | 21  | 19  | 18  | 12  | 24  | 19  | 22  | 17  | 20  | 21  | 16  | 14  | 8   | 13  | 22             |

### Teamwertung
| Pos. | Team                        | QAT | ESP | AND | CZE | AUT | STE | SMR | ROM | CAT | FRA | ARA | TER | EUR | VAL | POR | Gesamt- punkte |
| ---- | --------------------------- | --- | --- | --- | --- | --- | --- | --- | --- | --- | --- | --- | --- | --- | --- | --- | -------------- |
| 1    | Sky Racing Team VR46        | 4   | 25  | 36  | 23  | 30  | 34  | 45  | 33  | 34  | 16  | 0   | 5   | 35  | 27  | 33  | 380            |
| 2    | EG 0,0 Marc VDS             | 0   | 16  | 16  | 31  | 21  | 0   | 19  | 16  | 20  | 38  | 30  | 33  | 0   | 3   | 24  | 267            |
| 3    | Red Bull KTM Ajo            | 25  | 36  | 15  | 13  | 25  | 33  | 0   | 0   | 4   | 0   | 23  | 12  | 24  | 29  | 12  | 251            |
| 4    | Italtrans Racing Team       | 16  | 7   | 25  | 25  | 0   | 6   | 18  | 28  | 10  | 5   | 20  | 16  | 13  | 10  | 11  | 210            |
| 5    | Liqui Moly Intact GP        | 15  | 0   | 15  | 1   | 25  | 16  | 10  | 18  | 11  | 17  | 5   | 0   | 3   | 13  | 4   | 153            |
| 6    | ONEXOX TKKR SAG Team        | 11  | 9   | 2   | 3   | 0   | 16  | 0   | 0   | 0   | 20  | 11  | 13  | 16  | 9   | 35  | 135            |
| 7    | Flexbox HP40                | 20  | 12  | 0   | 0   | 6   | 8   | 5   | 6   | 3   | 12  | 9   | 0   | 20  | 26  | 7   | 134            |
| 8    | Tennor American Racing      | 13  | 0   | 1   | 16  | 6   | 4   | 10  | 0   | 18  | 13  | 18  | 13  | 0   | 5   | 14  | 131            |
| 9    | Beta Tools Speed Up         | 13  | 0   | 0   | 9   | 0   | 0   | 9   | 17  | 29  | 9   | 0   | 31  | 6   | 0   | 0   | 123            |
| 10   | Petronas Sprinta Racing     | 9   | 6   | 8   | 4   | 13  | 18  | 13  | 10  | 0   | 0   | 13  | 13  | 7   | 3   | 6   | 123            |
| 11   | Pull&Bear Aspar Team Moto2  | 8   | 21  | 11  | 13  | 7   | 0   | 6   | 3   | 8   | 1   | 0   | 0   | 5   | 0   | 1   | 88             |
| 12   | Federal Oil Gresini Moto2   | 0   | 2   | 4   | 2   | 0   | 3   | 1   | 5   | 2   | 0   | 3   | 0   | 8   | 7   | 0   | 37             |
| 13   | MV Agusta Temporary Forward | 1   | 6   | 7   | 0   | 0   | 2   | 2   | 5   | 1   | 2   | 8   | 1   | 1   | 0   | 0   | 36             |
| 14   | NTS RW Racing GP            | 5   | 0   | 0   | 0   | 4   | 0   | 0   | 0   | 0   | 0   | 0   | 0   | 2   | 8   | 3   | 22             |
| 15   | IDEMITSU Honda Team Asia    | 0   | 0   | 0   | 0   | 3   | 0   | 0   | 0   | 0   | 7   | 0   | 0   | 0   | 0   | 0   | 10             |

## Moto3-Klasse

### Rennergebnisse
| #  | Datum  | Rennen                | Strecke   | Platz 1          | Platz 2          | Platz 3          | Pole-Position   | Schn. Rennrunde  | Gesamtführung | Gesamtführung        | Gesamtführung |
| #  | Datum  | Rennen                | Strecke   | Platz 1          | Platz 2          | Platz 3          | Pole-Position   | Schn. Rennrunde  | Fahrer        | Team                 | Konstrukteur  |
| -- | ------ | --------------------- | --------- | ---------------- | ---------------- | ---------------- | --------------- | ---------------- | ------------- | -------------------- | ------------- |
| 1  | 08.03. | GP von Katar          | Losail    | Albert Arenas    | John McPhee      | Ai Ogura         | Tatsuki Suzuki  | Ai Ogura         | Albert Arenas | Aspar Team           | KTM           |
| 2  | 19.07. | GP von Spanien        | Jerez     | Albert Arenas    | Ai Ogura         | Tony Arbolino    | Tatsuki Suzuki  | Sergio García    | Albert Arenas | Aspar Team           | KTM           |
| 3  | 26.07. | GP von Andalusien     | Jerez     | Tatsuki Suzuki   | John McPhee      | Celestino Vietti | Tatsuki Suzuki  | Jaume Masiá      | Albert Arenas | Aspar Team           | KTM           |
| 4  | 09.08. | GP von Tschechien     | Brünn     | Dennis Foggia    | Albert Arenas    | Ai Ogura         | Raúl Fernández  | Jaume Masiá      | Albert Arenas | Aspar Team           | Honda         |
| 5  | 16.08. | GP von Österreich     | Spielberg | Albert Arenas    | Jaume Masiá      | John McPhee      | Raúl Fernández  | Darryn Binder    | Albert Arenas | Aspar Team           | KTM           |
| 6  | 23.08. | GP der Steiermark     | Spielberg | Celestino Vietti | Tony Arbolino    | Ai Ogura         | Gabriel Rodrigo | Ayumu Sasaki     | Albert Arenas | Aspar Team           | KTM           |
| 7  | 13.09. | GP von San Marino     | Misano    | John McPhee      | Ai Ogura         | Tatsuki Suzuki   | Ai Ogura        | Ryusei Yamanaka  | Albert Arenas | Aspar Team           | Honda         |
| 8  | 20.09. | GP der Emilia-Romagna | Misano    | Romano Fenati    | Celestino Vietti | Ai Ogura         | Raúl Fernández  | Gabriel Rodrigo  | Albert Arenas | Aspar Team           | Honda         |
| 9  | 27.09. | GP von Katalonien     | Montmeló  | Darryn Binder    | Tony Arbolino    | Dennis Foggia    | Tony Arbolino   | Romano Fenati    | Ai Ogura      | Aspar Team           | Honda         |
| 10 | 11.10. | GP von Frankreich     | Le Mans   | Celestino Vietti | Tony Arbolino    | Albert Arenas    | Jaume Masiá     | Celestino Vietti | Albert Arenas | Sky Racing Team VR46 | KTM           |
| 11 | 18.10. | GP von Aragonien      | Alcañiz   | Jaume Masiá      | Darryn Binder    | Raúl Fernández   | Raúl Fernández  | Darryn Binder    | Albert Arenas | Leopard Racing       | Honda         |
| 12 | 25.10. | GP von Teruel         | Alcañiz   | Jaume Masiá      | Ayumu Sasaki     | Kaito Toba       | Raúl Fernández  | Sergio García    | Albert Arenas | Leopard Racing       | Honda         |
| 13 | 08.11. | GP von Europa         | Valencia  | Raúl Fernández   | Sergio García    | Ai Ogura         | John McPhee     | Albert Arenas    | Albert Arenas | Leopard Racing       | Honda         |
| 14 | 15.11. | GP von Valencia       | Valencia  | Tony Arbolino    | Sergio García    | Raúl Fernández   | Darryn Binder   | Sergio García    | Albert Arenas | Leopard Racing       | Honda         |
| 15 | 22.11. | GP von Portugal       | Portimão  | Raúl Fernández   | Dennis Foggia    | Jeremy Alcoba    | Raúl Fernández  | Raúl Fernández   | Albert Arenas | Leopard Racing       | Honda         |

### Fahrerwertung
| Pos. | Fahrer             | Maschine  | QAT | ESP | AND | CZE | AUT | STE | SMR | ROM | CAT | FRA | ARA | TER | EUR | VAL | POR | Gesamt- punkte |
| ---- | ------------------ | --------- | --- | --- | --- | --- | --- | --- | --- | --- | --- | --- | --- | --- | --- | --- | --- | -------------- |
| 1    | Albert Arenas      | KTM       | 1   | 1   | DNF | 2   | 1   | 5   | DNF | 4   | DNF | 3   | 7   | 4   | DSQ | 4   | 12  | 174            |
| 2    | Tony Arbolino      | Honda     | 15  | 3   | 10  | 8   | 7   | 2   | 5   | 11  | 2   | 2   | INJ | 10  | 4   | 1   | 5   | 170            |
| 3    | Ai Ogura           | Honda     | 3   | 2   | DNF | 3   | 4   | 3   | 2   | 3   | 11  | 9   | 14  | 9   | 3   | 8   | 8   | 170            |
| 4    | Raúl Fernández     | KTM       | 10  | 6   | 6   | 6   | 9   | 8   | DNF | 6   | 13  | 7   | 3   | 12  | 1   | 3   | 1   | 159            |
| 5    | Celestino Vietti   | KTM       | 28  | 5   | 3   | 13  | 6   | 1   | DNF | 2   | 7   | 1   | 9   | 5   | 23  | 24  | 7   | 146            |
| 6    | Jaume Masiá        | Honda     | 4   | 10  | DNF | DNF | 2   | 14  | 7   | 5   | 7   | 4   | 1   | 1   | DNF | 9   | DNF | 140            |
| 7    | John McPhee        | Honda     | 2   | DNF | 2   | 5   | 3   | DNF | 1   | 10  | DNF | DNF | 5   | 6   | DNF | 11  | 9   | 131            |
| 8    | Darryn Binder      | KTM       | DNF | 18  | 4   | 12  | 6   | 6   | DNF | DNF | 1   | DNF | 2   | 8   | 5   | 5   | 6   | 122            |
| 9    | Sergio García      | Honda     | 11  | 17  | 8   | 16  | 16  | 10  | 25  | 17  | 4   | 11  | 19  | DNF | 2   | 2   | 4   | 90             |
| 10   | Dennis Foggia      | Honda     | 9   | DNF | DNF | 1   | 21  | 11  | 9   | DNF | 3   | 13  | 10  | 16  | DNF | 16  | 2   | 89             |
| 11   | Jeremy Alcoba      | Honda     | 7   | 15  | 7   | 7   | 14  | DNF | 4   | 13  | 19  | DNF | 6   | 15  | 8   | 10  | 3   | 87             |
| 12   | Tatsuki Suzuki     | Honda     | 5   | 8   | 1   | DNF | 10  | 7   | 3   | DNS | INJ | DNF | 8   | DNF | DNF | DNF | DNF | 83             |
| 13   | Gabriel Rodrigo    | Honda     | 6   | 7   | 5   | 19  | 11  | 4   | 5   | 12  | 10  | 8   | DNF | 14  | 15  | DNF | 27  | 80             |
| 14   | Romano Fenati      | Husqvarna | 17  | 13  | 12  | 9   | 17  | 17  | 8   | 1   | 6   | DNF | 4   | 19  | 13  | 12  | 20  | 77             |
| 15   | Andrea Migno       | KTM       | 16  | 4   | DNF | 14  | 12  | 13  | 10  | 8   | DNF | 5   | DNF | 18  | 12  | 7   | 21  | 60             |
| 16   | Ayumu Sasaki       | KTM       | 19  | 11  | DNF | 20  | 13  | DNF | DNF | 14  | 17  | 6   | 13  | 2   | 10  | 19  | 13  | 52             |
| 17   | Deniz Öncü         | KTM       | 12  | 25  | DNF | 15  | 8   | DNF | 16  | 7   | DNF | 22  | 15  | 7   | 14  | 6   | 10  | 50             |
| 18   | Kaito Toba         | KTM       | 14  | 19  | 11  | 11  | 20  | DNF | 17  | 9   | 18  | DNF | 11  | 3   | DNF | DNF | 15  | 41             |
| 19   | Niccolò Antonelli  | Honda     | INJ | 9   | 15  | 4   | 19  | 16  | 11  | 18  | 9   | DNF | 18  | 22  | DNF | 14  | 11  | 40             |
| 20   | Stefano Nepa       | KTM       | 22  | 12  | 14  | 10  | 15  | 9   | 14  | 15  | 14  | 15  | 23  | 20  | 7   | 13  | 19  | 38             |
| 21   | Filip Salač        | Honda     | 8   | DNF | DNF | 25  | DNF | 12  | 20  | 16  | 12  | 12  | 16  | 13  | 9   | DNS | INJ | 30             |
| 22   | Carlos Tatay       | KTM       | 21  | DNF | 13  | 18  | 22  | 21  | 15  | 19  | DNF | 10  | 12  | 17  | 6   | 21  | 14  | 26             |
| 23   | Alonso López       | Husqvarna | 13  | 14  | DNS | DNF | 23  | 20  | DNF | DNF | 5   | DNF | 17  | 11  | DNF | DNF | DNF | 21             |
| 24   | Ryusei Yamanaka    | Honda     | 20  | 16  | 9   | 17  | 24  | 15  | 12  | 20  | 15  | 18  | 24  | 23  | 16  | 15  | 17  | 14             |
| 25   | Riccardo Rossi     | KTM       | 24  | DNF | 21  | DNF | 18  | DNF | 13  | 21  | 20  | 14  | 21  | INJ | 11  | 23  | 24  | 10             |
| 26   | Barry Baltus       | KTM       |     | 24  | 17  | 21  | DNF | 18  | 24  | 22  | 16  | 16  | 25  | 21  | 20  | 17  | 16  | 0              |
| 27   | Yuki Kunii         | Honda     | 18  | DNF | 16  | DNF | 26  | 22  | 23  | 25  | 21  | 20  | 20  | 25  | 17  | 18  | 22  | 0              |
| 28   | Jason Dupasquier   | KTM       | 25  | 21  | 19  | 23  | 28  | 19  | 19  | 23  | 22  | 17  | 22  | 24  | 18  | 22  | 23  | 0              |
| 29   | Davide Pizzoli     | KTM       | 23  | 23  | DNF | 24  | 27  | 23  | 18  | 26  | DNF | DNF | 26  | 26  | 19  | 20  | 26  | 0              |
| 30   | Maximilian Kofler  | KTM       | 27  | 20  | 18  | DNF | 25  | 24  | 22  | 27  | 23  | 21  | DNF | 28  | 21  | DNF | 25  | 0              |
| 31   | Adrián Fernández   | Honda     |     |     |     |     |     |     |     |     |     |     |     |     |     |     | 18  | 0              |
| 32   | Khairul Idham Pawi | Honda     | 26  | 22  | 20  | 22  | DNS | INJ | 21  | 24  | 24  | 19  | 27  | 27  | 22  | DNF | 28  | 0              |
| 33   | Dirk Geiger        | KTM       | 29  |     |     |     |     |     |     |     |     |     |     |     |     |     |     | 0              |
|      | José Julián García | Honda     | DNF |     |     |     |     |     |     |     | DNF |     |     |     |     |     |     | 0              |
| Pos. | Fahrer             | Maschine  | QAT | ESP | AND | CZE | AUT | STE | SMR | ROM | CAT | FRA | ARA | TER | EUR | VAL | POR | Gesamt- punkte |

| Farbe         | Bedeutung                               |
| ------------- | --------------------------------------- |
| Gold          | Sieger                                  |
| Silber        | 2. Platz                                |
| Bronze        | 3. Platz                                |
| Grün          | Platzierung in den Punkten              |
| Blau          | Klassifiziert außerhalb der Punkteränge |
| Violett       | Rennen nicht beendet (DNF)              |
| Violett       | nicht klassifiziert (NC)                |
| Rot           | nicht qualifiziert (DNQ)                |
| Schwarz       | disqualifiziert (DSQ)                   |
| Weiß          | nicht am Start (DNS)                    |
| Weiß          | zurückgezogen (WD)                      |
| Weiß          | Rennen abgesagt (C)                     |
| ohne Farbe    | nicht am Training teilgenommen (DNP)    |
| ohne Farbe    | verletzt oder krank (INJ)               |
| ohne Farbe    | ausgeschlossen (EX)                     |
| ohne Farbe    | nicht erschienen (DNA)                  |
| fett          | Pole-Position                           |
| kursiv        | Schnellste Rennrunde                    |
| unterstrichen | WM-Führung                              |
| hochgestellt  | Platzierung im Sprintrennen             |

### Konstrukteurswertung
| Pos. | Konstrukteur | QAT | ESP | AND | CZE | AUT | STE | SMR | ROM | CAT | FRA | ARA | TER | EUR | VAL | POR | Gesamt- punkte |
| ---- | ------------ | --- | --- | --- | --- | --- | --- | --- | --- | --- | --- | --- | --- | --- | --- | --- | -------------- |
| 1    | Honda        | 2   | 2   | 1   | 1   | 2   | 2   | 1   | 3   | 2   | 2   | 1   | 1   | 2   | 1   | 2   | 326            |
| 2    | KTM          | 1   | 1   | 3   | 2   | 1   | 1   | 10  | 2   | 1   | 1   | 2   | 2   | 1   | 3   | 1   | 318            |
| 3    | Husqvarna    | 13  | 13  | 12  | 9   | 17  | 17  | 8   | 1   | 5   | DNF | 4   | 11  | 13  | 12  | 20  | 86             |

### Teamwertung
| Pos. | Team                          | QAT | ESP | AND | CZE | AUT | STE | SMR | ROM | CAT | FRA | ARA | TER | EUR | VAL | POR | Gesamt- punkte |
| ---- | ----------------------------- | --- | --- | --- | --- | --- | --- | --- | --- | --- | --- | --- | --- | --- | --- | --- | -------------- |
| 1    | Leopard Racing                | 20  | 6   | 0   | 25  | 20  | 7   | 16  | 11  | 25  | 16  | 31  | 25  | 25  | 0   | 7   | 229            |
| 2    | Gaviota Aspar Team Moto3      | 25  | 29  | 2   | 26  | 26  | 18  | 2   | 14  | 2   | 17  | 9   | 13  | 9   | 16  | 4   | 212            |
| 3    | Sky Racing Team VR46          | 0   | 24  | 16  | 5   | 15  | 28  | 6   | 28  | 8   | 36  | 7   | 11  | 4   | 9   | 9   | 206            |
| 4    | Red Bull KTM Ajo              | 8   | 10  | 15  | 15  | 7   | 8   | 0   | 17  | 3   | 9   | 21  | 20  | 25  | 16  | 26  | 200            |
| 5    | Rivacold Snipers Team         | 9   | 16  | 6   | 8   | 9   | 24  | 10  | 5   | 24  | 24  | 0   | 9   | 20  | 25  | 11  | 200            |
| 6    | Honda Team Asia               | 16  | 20  | 0   | 16  | 13  | 16  | 20  | 16  | 5   | 7   | 2   | 7   | 16  | 8   | 8   | 170            |
| 7    | Kömmerling Gresini Moto3      | 19  | 10  | 20  | 9   | 7   | 13  | 24  | 7   | 6   | 8   | 10  | 3   | 9   | 6   | 16  | 167            |
| 8    | Petronas Sprinta Racing       | 20  | 0   | 20  | 11  | 16  | 0   | 25  | 6   | 0   | 0   | 11  | 10  | 0   | 5   | 7   | 131            |
| 9    | SIC58 Squadra Corse           | 11  | 15  | 26  | 13  | 6   | 9   | 21  | 0   | 7   | 0   | 8   | 0   | 0   | 2   | 5   | 123            |
| 10   | CIP Green Power               | 0   | 0   | 13  | 4   | 10  | 10  | 0   | 0   | 25  | 0   | 20  | 8   | 11  | 11  | 10  | 122            |
| 11   | Estrella Galicia 0,0          | 5   | 0   | 15  | 0   | 0   | 7   | 2   | 0   | 14  | 5   | 0   | 0   | 20  | 21  | 13  | 104            |
| 12   | Red Bull KTM Tech 3           | 4   | 5   | 0   | 1   | 11  | 0   | 0   | 11  | 0   | 10  | 4   | 29  | 8   | 10  | 9   | 102            |
| 13   | Sterilgarda Max Racing Team   | 3   | 5   | 4   | 7   | 0   | 0   | 8   | 25  | 21  | 0   | 13  | 5   | 3   | 4   | 0   | 98             |
| 14   | Reale Avintia Moto3           | 0   | 0   | 3   | 0   | 0   | 0   | 1   | 0   | 0   | 6   | 4   | 0   | 10  | 0   | 2   | 26             |
| 15   | BOE Skull Rider Facile Energy | 0   | 0   | 0   | 0   | 0   | 0   | 3   | 0   | 0   | 2   | 0   | 0   | 5   | 0   | 0   | 10             |
| 16   | CarXpert Prüstel GP           | 0   | 0   | 0   | 0   | 0   | 0   | 0   | 0   | 0   | 0   | 0   | 0   | 0   | 0   | 0   | 0              |

## MotoE World Cup

### Rennergebnisse
| # | Datum  | Rennen                | Strecke | Platz 1            | Platz 2        | Platz 3            | Pole-Position      | Schn. Rennrunde    | Gesamtführung      | Gesamtführung              |
| # | Datum  | Rennen                | Strecke | Platz 1            | Platz 2        | Platz 3            | Pole-Position      | Schn. Rennrunde    | Fahrer             | Team                       |
| - | ------ | --------------------- | ------- | ------------------ | -------------- | ------------------ | ------------------ | ------------------ | ------------------ | -------------------------- |
| 1 | 19.07. | GP von Spanien        | Jerez   | Eric Granado       | Matteo Ferrari | Dominique Aegerter | Eric Granado       | Eric Granado       | Eric Granado       | Avintia Esponsorama Racing |
| 2 | 26.07. | GP von Andalusien     | Jerez   | Dominique Aegerter | Jordi Torres   | Mattia Casadei     | Dominique Aegerter | Eric Granado       | Dominique Aegerter | Dynavolt Intact GP         |
| 3 | 13.09. | GP von San Marino     | Misano  | Matteo Ferrari     | Xavier Siméon  | Dominique Aegerter | Matteo Ferrari     | Dominique Aegerter | Dominique Aegerter | Dynavolt Intact GP         |
| 4 | 19.09. | GP der Emilia-Romagna | Misano  | Dominique Aegerter | Jordi Torres   | Matteo Ferrari     | Jordi Torres       | Alex De Angelis    | Dominique Aegerter | Dynavolt Intact GP         |
| 5 | 20.09. | GP der Emilia-Romagna | Misano  | Matteo Ferrari     | Mattia Casadei | Jordi Torres       | Dominique Aegerter | Jordi Torres       | Matteo Ferrari     | TRENTINO Gresini MotoE     |
| 6 | 10.10. | GP von Frankreich     | Le Mans | Jordi Torres       | Mike Di Meglio | Niki Tuuli         | Jordi Torres       | Niki Tuuli         | Jordi Torres       | TRENTINO Gresini MotoE     |
| 7 | 11.10. | GP von Frankreich     | Le Mans | Niki Tuuli         | Mike Di Meglio | Josh Hook          | Jordi Torres       | Niki Tuuli         | Jordi Torres       | TRENTINO Gresini MotoE     |

### Fahrerwertung
| Pos. | Fahrer             | ESP | AND | SMR | ROM | ROM | FRA | FRA | Gesamt- punkte |
| ---- | ------------------ | --- | --- | --- | --- | --- | --- | --- | -------------- |
| 1    | Jordi Torres       | 6   | 2   | 4   | 2   | 3   | 1   | 6   | 114            |
| 2    | Matteo Ferrari     | 2   | DNF | 1   | 3   | 1   | DNF | 5   | 97             |
| 3    | Dominique Aegerter | 3   | 1   | 3   | 1   | 16  | 14  | 4   | 97             |
| 4    | Mike Di Meglio     | 10  | 7   | 6   | DNF | 6   | 2   | 2   | 75             |
| 5    | Mattia Casadei     | 5   | 3   | 5   | 4   | 2   | DNF | 13  | 74             |
| 6    | Niki Tuuli         | 11  | DNS | 17  | 13  | 12  | 3   | 1   | 53             |
| 7    | Eric Granado       | 1   | 13  | 10  | DNF | 7   | 6   | DNF | 53             |
| 8    | Josh Hook          | 9   | 8   | 18  | 8   | DNF | 4   | 3   | 52             |
| 9    | Niccolò Canepa     | 13  | 5   | 11  | 6   | 4   | DNF | 7   | 51             |
| 10   | Xavier Siméon      | 8   | 9   | 2   | DNF | 14  | DNF | 8   | 45             |
| 11   | Lukas Tulovic      | 4   | 6   | 12  | DNF | 15  | 10  | 11  | 39             |
| 12   | Alessandro Zaccone | WD  | DNF | 7   | 10  | 5   | 9   | 12  | 37             |
| 13   | Alejandro Medina   | 7   | DNF | 13  | 7   | 9   | 8   | DNF | 36             |
| 14   | Alex De Angelis    | 17  | 4   | 8   | DNF | 8   | 12  | 14  | 35             |
| 15   | Xavier Cardelús    | 14  | 10  | 14  | 9   | 10  | 11  | 10  | 34             |
| 16   | Tommaso Marcon     | 12  | DNF | 9   | 5   | DNF | 5   | DNF | 33             |
| 17   | María Herrera      | 15  | 11  | 15  | 11  | 11  | 7   | 9   | 24             |
| 18   | Jakub Kornfeil     | 16  | 12  | 16  | 12  | 13  | 13  | 15  | 15             |

| Farbe         | Bedeutung                               |
| ------------- | --------------------------------------- |
| Gold          | Sieger                                  |
| Silber        | 2. Platz                                |
| Bronze        | 3. Platz                                |
| Grün          | Platzierung in den Punkten              |
| Blau          | Klassifiziert außerhalb der Punkteränge |
| Violett       | Rennen nicht beendet (DNF)              |
| Violett       | nicht klassifiziert (NC)                |
| Rot           | nicht qualifiziert (DNQ)                |
| Schwarz       | disqualifiziert (DSQ)                   |
| Weiß          | nicht am Start (DNS)                    |
| Weiß          | zurückgezogen (WD)                      |
| Weiß          | Rennen abgesagt (C)                     |
| ohne Farbe    | nicht am Training teilgenommen (DNP)    |
| ohne Farbe    | verletzt oder krank (INJ)               |
| ohne Farbe    | ausgeschlossen (EX)                     |
| ohne Farbe    | nicht erschienen (DNA)                  |
| fett          | Pole-Position                           |
| kursiv        | Schnellste Rennrunde                    |
| unterstrichen | WM-Führung                              |
| hochgestellt  | Platzierung im Sprintrennen             |

### Teamwertung
| Pos. | Team                        | ESP | AND | SMR | ROM | ROM | FRA | FRA | Gesamt- punkte |
| ---- | --------------------------- | --- | --- | --- | --- | --- | --- | --- | -------------- |
| 1    | TRENTINO Gresini MotoE      | 20  | 0   | 34  | 22  | 36  | 7   | 15  | 134            |
| 2    | Pons Racing 40              | 10  | 20  | 13  | 20  | 16  | 25  | 10  | 114            |
| 3    | Dynavolt Intact GP          | 16  | 25  | 16  | 25  | 0   | 2   | 13  | 97             |
| 4    | LCR E-Team                  | 11  | 18  | 25  | 10  | 15  | 0   | 17  | 96             |
| 5    | Avintia Esponsorama Racing  | 27  | 9   | 8   | 7   | 15  | 15  | 6   | 87             |
| 6    | OCTO Pramac MotoE           | 7   | 21  | 8   | 8   | 8   | 17  | 18  | 87             |
| 7    | EG 0,0 Marc VDS             | 6   | 9   | 10  | 0   | 10  | 20  | 20  | 75             |
| 8    | Ongetta SIC58 Squadra Corse | 11  | 16  | 11  | 13  | 20  | 0   | 3   | 74             |
| 9    | Tech3 E-Racing              | 17  | 10  | 11  | 11  | 1   | 17  | 5   | 72             |
| 10   | Openbank Aspar Team         | 10  | 5   | 4   | 14  | 12  | 17  | 7   | 69             |
| 11   | Avant Ajo MotoE             | 5   | DNS | 0   | 3   | 4   | 16  | 25  | 53             |
| 12   | WithU Motorsport            | 0   | 4   | 0   | 4   | 3   | 3   | 1   | 15             |

## Verweise